# HC Rotterdam
Der HC Rotterdam wurde am 16. September 1925 gegründet und ist mit 2342 Mitgliedern (2006) der größte Hockeyclub der Niederlande, gleichzeitig der erfolgreichste der fünf Rotterdamer Clubs. Der Verein spielt in weißen Trikots, grünen Hosen bzw. Röcken und grünen Stutzen.
Das Herrenteam stieg 2005 wieder in die Hoofdklasse auf und erreichte in der Saison 2006/2007 die Play-offs der besten vier Mannschaften. In der Halbfinalserie gegen den späteren Meister HC Bloemendaal scheiterte der HCR erst im 7-m-Schießen der dritten und entscheidenden Partie, qualifizierte sich aber für die Euro Hockey League 2007/2008. 2013 wurde Rotterdam erstmals Niederländischer Feldhockeymeister. Die Damen sind seit der Saison 1990/1991 ununterbrochen in der höchsten niederländischen Spielklasse und platzierten sich in der Saison 2007/2008 auf Platz fünf.
Die großzügige Clubanlage verfügt über drei wasserbesprengte und vier sandverfüllte Kunstrasenplätze. Der Hauptplatz hat eine überdachte Haupttribüne mit rund 2500 Sitzplätzen und eine Gegentribüne mit rund 800 Sitzplätzen. Das Gelände befindet sich seit dem Umzug im Sommer 2001 am Hazelaarweg im Norden Rotterdams, wo der Club 2001 Gastgeber der Champions Trophy und 2005 der Junioren-Weltmeisterschaften war und wo auch der VOC Rotterdam seine Heimspiele austrägt. 

## Erfolge
| Europapokalbilanz Herren Feld |                    |        |       |             |
| Jahr                          | Wettbewerb         | Niveau | Platz | Ort         |
| 2008                          | Euro Hockey League | 1      | 3     | Rotterdam   |
| 2009                          | Euro Hockey League | 1      | 3     | Rotterdam   |
| 2010                          | Euro Hockey League | 1      | 2     | Amsterdam   |
| 2012                          | Euro Hockey League | 1      | 4     | Amsterdam   |
| 2013                          | Euro Hockey League | 1      | AF    | Amsterdam   |
| 2014                          | Euro Hockey League | 1      | VF    | Eindhoven   |
| 2018                          | Euro Hockey League | 1      | 3     | Bloemendaal |

Herren
- Niederländischer Feldhockeymeister: 2013

- Niederländischer Hallenhockeymeister: 2008, 2014

Damen
- Europapokalsieger der Pokalsieger: 2002, 2003

- Niederländischer Feldhockeypokalsieger: 1995

- Niederländischer Hallenhockeymeister: 1999, 2000, 2001